# さよならゲーム (曲)
『さよならゲーム』は、1996年9月30日に発売された浜田省吾27枚目のシングル。

## 概要
アルバム『青空の扉 〜THE DOOR FOR THE BLUE SKY〜』の先行シングルとして発売され、この2曲を選曲した理由として「アルバムのパイロット的なもの、紹介的なものという意味合いが強いので、躍動感のあるものとバラード的なものを1曲ずつ選んだ」と語っている。
表題曲の「さよならゲーム」は、TBS系音楽番組『COUNT DOWN TV』エンディングテーマに起用された。曲名の由来は、野球のサヨナラゲームのように「勝って試合を終わる」意味と「ゲームのような日常にさよならをする」という二つの意味が掛かっている。
2005年3月24日に、マキシシングルとして復刻された。

## 記録
オリコンチャートで初登場4位を記録。1992年の「悲しみは雪のように」以来、シングルチャートで2作目のトップ5入りを達成。累計15.1万枚を売上げるヒットとなった。

## 収録曲
| 全作詞・作曲: 浜田省吾。 |                    |           |            |          |      |
| #                        | タイトル           | 作詞      | 作曲・編曲 | 編曲     | 時間 |
| 1.                       | 「さよならゲーム」 | 浜田省吾  | 浜田省吾   | 水谷公生 | 3:45 |
| 2.                       | 「あれから二人」   | 浜田省吾  | 浜田省吾   | 星勝     | 5:17 |
| 合計時間:                | 合計時間:          | 合計時間: | 9:02       |          |      |

## 参加ミュージシャン
| さよならゲーム - Drums：木村万作 - Bass：岡沢茂 - Guitars：水谷公生 - Keyboards：福田裕彦 - Hones：GREG ADAMS Hone Section - Percussions：LUIS CONTE - Blues Harp：JIMMY Z - Chorus：町支寛二 | あれから二人 - Drums：小田原豊 - Bass：バカボン鈴木 - Guitars：武沢豊, DEAN PARKS - Keyboards：小島良喜 - Synthesizers：武沢豊 - Manipulation：石川鉄男 - Strings：DAVID CAMPBELL Strings - Chorus：町支寛二, 浜田省吾 |